# Comuna Fârtățești, Vâlcea
Fârtățești este o comună în județul Vâlcea, Oltenia, România, formată din satele Afânata, Becșani, Cățetu, Cuci, Dăncăi, Dejoi, Dozești, Fârtățești (reședința), Gârnicet, Giulești, Giuleștii de Sus, Măricești, Nisipi, Popești, Rusănești, Seciu, Stănculești, Șotani, Tanislavi și Valea Ursului.

## Demografie
Componența etnică a comunei Fârtățești
     Români (91,78%)
     Alte etnii (0,06%)
     Necunoscută (8,15%)
Componența confesională a comunei Fârtățești
     Ortodocși (91,42%)
     Alte religii (0,31%)
     Necunoscută (8,28%)
Conform recensământului efectuat în 2021, populația comunei Fârtățești se ridică la 3.262 de locuitori, în scădere față de recensământul anterior din 2011, când fuseseră înregistrați 3.976 de locuitori. Majoritatea locuitorilor sunt români (91,78%), iar pentru 8,15% nu se cunoaște apartenența etnică. Din punct de vedere confesional, majoritatea locuitorilor sunt ortodocși (91,42%), iar pentru 8,28% nu se cunoaște apartenența confesională.

## Politică și administrație
Comuna Fârtățești este administrată de un primar și un consiliu local compus din 13 consilieri. Primarul, Nicolae Voicescu[*], de la Partidul Social Democrat, este în funcție din 2000. Începând cu alegerile locale din 2024, consiliul local are următoarea componență pe partide politice:
|  | Partid                          | Consilieri | Componența Consiliului | Componența Consiliului | Componența Consiliului | Componența Consiliului | Componența Consiliului | Componența Consiliului |
|  | ------------------------------- | ---------- | ---------------------- | ---------------------- | ---------------------- | ---------------------- | ---------------------- | ---------------------- |
|  | Partidul Social Democrat        | 6          |                        |                        |                        |                        |                        |                        |
|  | Partidul Național Liberal       | 3          |                        |                        |                        |                        |                        |                        |
|  | Alianța pentru Unirea Românilor | 3          |                        |                        |                        |                        |                        |                        |
|  | Partidul PRO România            | 1          |                        |                        |                        |                        |                        |                        |

## Personalități născute aici
- Mircea Buciu (1907 - 1970), cântăreț de operă.